# Nice (quận)
Quận Nice là một quận của Pháp, nằm ở tỉnh Alpes-Maritimes, trong Provence-Alpes-Côte d'Azur. Quận này có 33 tổng và 101 xã.

## Các đơn vị hành chính

### Các tổng
Các tổng của quận Nice là: 
1. Beausoleil
2. Breil-sur-Roya
3. Contes
4. L'Escarène
5. Guillaumes
6. Lantosque
7. Levens
8. Menton-Est
9. Menton-Ouest
10. Nice - Tổng thứ nhất
11. Nice - Tổng thứ nhì
12. Nice - Tổng thứ ba
13. Nice - Tổng thứ tư
14. Nice - Tổng thứ năm
15. Nice - Tổng thứ sáu
16. Nice - Tổng thứ bảy
17. Nice - Tổng thứ tám
18. Nice - Tổng thứ chín
19. Nice - Tổng thứ mười
20. Nice - Tổng thứ mười một
21. Nice 12th Canton
22. Nice 13th Canton
23. Nice 1- Tổng thứ tư
24. Puget-Théniers
25. Roquebillière
26. Roquesteron
27. Saint-Étienne-de-Tinée
28. Saint-Martin-Vésubie
29. Saint-Sauveur-sur-Tinée
30. Sospel
31. Tende
32. Villars-sur-Var
33. Villefranche-sur-Mer

### Các xã
Các xã của quận Nice, và mã INSEE là: 
| 1. Ascros (06005)                  | 2. Aspremont (06006)                 | 3. Auvare (06008)                    | 4. Bairols (06009)                  |
| 5. Beaulieu-sur-Mer (06011)        | 6. Beausoleil (06012)                | 7. Belvédère (06013)                 | 8. Bendejun (06014)                 |
| 9. Berre-les-Alpes (06015)         | 10. Beuil (06016)                    | 11. Blausasc (06019)                 | 12. Bonson (06021)                  |
| 13. Breil-sur-Roya (06023)         | 14. Cantaron (06031)                 | 15. Cap-d'Ail (06032)                | 16. Castagniers (06034)             |
| 17. Castellar (06035)              | 18. Castillon (06036)                | 19. Châteauneuf-Villevieille (06039) | 20. Châteauneuf-d'Entraunes (06040) |
| 21. Clans (06042)                  | 22. Coaraze (06043)                  | 23. Colomars (06046)                 | 24. Contes (06048)                  |
| 25. Cuébris (06052)                | 26. Daluis (06053)                   | 27. Drap (06054)                     | 28. Duranus (06055)                 |
| 29. Entraunes (06056)              | 30. Falicon (06060)                  | 31. Fontan (06062)                   | 32. Gilette (06066)                 |
| 33. Gorbio (06067)                 | 34. Guillaumes (06071)               | 35. Ilonse (06072)                   | 36. Isola (06073)                   |
| 37. L'Escarène (06057)             | 38. La Bollène-Vésubie (06020)       | 39. La Brigue (06162)                | 40. La Croix-sur-Roudoule (06051)   |
| 41. La Penne (06093)               | 42. La Roquette-sur-Var (06109)      | 43. La Tour (06144)                  | 44. La Trinité (06149)              |
| 45. La Turbie (06150)              | 46. Lantosque (06074)                | 47. Levens (06075)                   | 48. Lieuche (06076)                 |
| 49. Lucéram (06077)                | 50. Malaussène (06078)               | 51. Marie (06080)                    | 52. Massoins (06082)                |
| 53. Menton (06083)                 | 54. Moulinet (06086)                 | 55. Nice (06088)                     | 56. Peille (06091)                  |
| 57. Peillon (06092)                | 58. Pierlas (06096)                  | 59. Pierrefeu (06097)                | 60. Puget-Rostang (06098)           |
| 61. Puget-Théniers (06099)         | 62. Péone (06094)                    | 63. Revest-les-Roches (06100)        | 64. Rigaud (06101)                  |
| 65. Rimplas (06102)                | 66. Roquebillière (06103)            | 67. Roquebrune-Cap-Martin (06104)    | 68. Roquesteron (06106)             |
| 69. Roubion (06110)                | 70. Roure (06111)                    | 71. Saint-André-de-la-Roche (06114)  | 72. Saint-Antonin (06115)           |
| 73. Saint-Blaise (06117)           | 74. Saint-Dalmas-le-Selvage (06119)  | 75. Saint-Jean-Cap-Ferrat (06121)    | 76. Saint-Léger (06124)             |
| 77. Saint-Martin-Vésubie (06127)   | 78. Saint-Martin-d'Entraunes (06125) | 79. Saint-Martin-du-Var (06126)      | 80. Saint-Sauveur-sur-Tinée (06129) |
| 81. Saint-Étienne-de-Tinée (06120) | 82. Sainte-Agnès (06113)             | 83. Saorge (06132)                   | 84. Sauze (06133)                   |
| 85. Sigale (06135)                 | 86. Sospel (06136)                   | 87. Tende (06163)                    | 88. Thiéry (06139)                  |
| 89. Toudon (06141)                 | 90. Tourette-du-Château (06145)      | 91. Tournefort (06146)               | 92. Tourrette-Levens (06147)        |
| 93. Touët-de-l'Escarène (06142)    | 94. Touët-sur-Var (06143)            | 95. Utelle (06151)                   | 96. Valdeblore (06153)              |
| 97. Venanson (06156)               | 98. Villars-sur-Var (06158)          | 99. Villefranche-sur-Mer (06159)     | 100. Villeneuve-d'Entraunes (06160) |
| 101. Èze (06059)                   |                                      |                                      |                                     |